# Milan Komar
MIlan Komar, tudi Emilio Komar, slovenski filozof in esejist, * 4. junij 1921, Ljubljana, † 20. januar 2006, Buenos Aires, Argentina.

## Življenje in delo

### Izobrazba
Dr. Milan Komar se je rodil v Ljubljani 4. junija 1921 kot sin primorskih beguncev po prvi svetovni vojni očetu Ludviku in materi Ceciliji, roj. Blažič. Osnovno šolo je obiskoval v Škofji Loki in Mostah, klasično gimnazijo pa v Ljubljani. Ko je leta 1939 maturiral, je najprej študiral pravo na ljubljanski univerzi (tam je bil tudi predsednik akademskega društva Pravda), in nato študij nadaljeval v italijanskem Torinu, kjer je decembra 1942 promoviral iz prava (Pravična vojna pri Vitoriji in Suárezu).
Na ljubljanski univerzi je leta 1941 dobil svetosavsko nagrado za razpravo iz cerkvenega prava o jugoslovanskih škofijskih sinodah. Že v Ljubljani se je začel zanimati za filozofijo. In sicer pod mentorstvom slovenskega novosholastičnega misleca Aleša Ušeničnika in ukrajinskega priseljenca ter poznavalca socialne filozofije Eugena Vasiljeviča Spektorskega (1875-1951), ki je takrat na ljubljanski univerzi učil filozofijo prava. Filozofski študij je kasneje nadaljeval v Torinu pod vplivom Giuseppea Gemellara in Carla Mazzantinija. V teh letih je odkril tudi misel francoskih personalistov, kot sta Jacques Maritain in Emmanuel Mounier. Na njega so vplivali tudi politični spisi antifašista Luigija Sturza. Kot visokošolec v Sloveniji je sodeloval v raznih publikacijah: Dom in svet, Domoljub, itd.

### Življenje v Sloveniji
Po kapitulaciji Italije, septembra 1943, se je Komar vrnil v Slovenijo, ki je bila kasneje zasedena s strani nacistične Nemčije. V slovenskem primorju se je pridružil Slovenskemu narodno varstvenemu zboru (SNVZ) - protikomunističnim silam in kolaborantom s fašističnim okupatorjem, ki so se borili predvsem na Primorskem. Do leta 1945 je delal na oddelku za propagando in kulturo ter pomagal ustanoviti več kulturnih ustanov (revij, založb, šol) po celotni Goriški regiji. Maja 1945 se je umaknil v Severno Italijo, ki je bila na strani zavezništva, da bi se izognil komunističnemu pregonu. 

### Življenje v Argentini
Od tam se je leta 1948 izselil v Argentino, kjer je opravil študije za diplomo profesorja filozofije in pedagogike. Kmalu je začel poučevati na raznih znanstvenih inštitutih (Instituto Superior de Cultura Religiosa, Instituto de Cultura Hispánica ipd.), vse od ustanovitve Argentinske katoliške univerze (Universidad Católica Argentina), leta 1959, pa je bil njen naslovni profesor za zgodovino moderne filozofije. Od 1981 do 1982 je bil dekan filozofske fakultete na isti univerzi. Leta 1998 se je upokojil.
V času emigracije je objavljal eseje v slovenskem in španskem jeziku. Postal je znan predvsem kot učitelj in pedagog. Svet za katoliško vzgojo (CONSUDEC) je Komarja odlikoval z redom del Divino Maestro, leta 1992 pa je prejel od papeža Janeza Pavla II. odlikovanje red komandanta viteškega reda Sv. Gregorija Velikega. Zadnja leta svojega življenja se je skupaj s pokojnim italijanskim filozofom Augustom del Nocejem ter poljskim Stefanom Swiezawskim – s katerima si je dopisoval – ukvarjal s svojo življenjsko nalogo - reperiodizacija zgodovine moderne filozofije. Leta 1998 je za svoje delo prejel tudi odlikovanje ljubljanskega nadškofa in metropolita Franca Rodeta. Univerza v Ljubljani je Komarju 2. decembra 2005 podelila naziv častnega senatorja.
Milan Komar je imel z ženo Majdo, roj. Ahačič, šest otrok. Umrl je v Buenos Airesu 20. januarja 2006, pokopan pa je želel biti na ljubljanskih Žalah.
Komar je bil poliglot: tekoče je govoril slovenščino, španščino, italijanščino, nemščino, angleščino, francoščino, latinščino in grščino; brati pa je znal tudi v poljščini, katalonščini in portugalščini.

## Ideje
Kot strokovnjak racionalistične filozofije Christiana Wolffa, se je kasneje obrnil h Kantu in Heglu. Bil je pozoren kritik sodobne imanentne filozofije, ki ga je približala določenemu vidiku fenomenologije, zlasti temu, ki ga predstavlja Edith Stein. Na njega je močno vplivala tudi misel španskega filozofa Joséa Ortego y Gasseta in v manjši meri Miguela de Unamuna. Kasneje je razvil zanimanje za psihologijo, še posebej Sigmunda Freuda in Alfreda Adlerja, čigar mnenja so se pičlo razlikovala od njegovih lastnih.
Nanj so vplivali tudi nekonformistični katoliški misleci, kot sta G. K. Chesterton in Georges Bernanos, vendar je vedno ostal povezan z novosholastično tradicijo, katero najbolje ponazarjajo misli Étiennea Gilsona in Josefa Pieperja. Sredi šestdesetih let je razvil močno intelektualno in osebno prijateljstvo z italijanskim filozofom in politologom Augustom Del Nocem, ki ga je štel za svojega "duhovnega brata". 
V času komunističnega režima so bili vsi njegovi zapisi v Sloveniji prepovedani; prvič so bili objavljeni šele v začetku devetdesetih let. Vseeno je njegov vpliv močnejši v Latinski Ameriki, Španiji in Italiji kot v domovini Sloveniji.

## Najpomembnejša dela
Milan Komar je bil mislec in učitelj, zato je le majhen del njegovih razmišljanj našel pot v pisano besedo. Kljub temu je napisal v slovenščini skoraj stotino razprav, meditacij, uvodnikov, ki so izšli v treh knjigah. V španščini izhaja cela vrsta njegovih knjig.

### V španščini:
- Apuntes filosóficos (Buenos Aires, 1973)

- Juliette o iluminismo y moral (Buenos Aires, 1974)

- Para una filosofía de la filiación (Buenos Aires, 1975)

- Fe y cultura (Buenos Aires, 1986)

- Partecipación: términos, etimologías, definiciones (Buenos Aires, 1986)

- Modernidad y postmodernidad (Buenos Aires, 1989)

- Orden y misterio (Buenos Aires, 1996)

### V slovenščini:
- Iz dolge vigilije (Ljubljana, 2002)

- Pot iz mrtvila (Buenos Aires, 1965)